# 謝麗爾·基蘭
謝麗爾·埃里斯·肯德爾·吉蘭女爵士，DBE（英語：Cheryl Elise Kendall Gillan，1952年4月21日—2021年4月4日），英國保守黨籍政治人物。自1992年開始，他擔任切舍姆和阿默舍姆選區選出的英國下議院議員直至逝世 。她於2010年至2012年就任威爾斯事務大臣，2019年5月至9月任1922委員會主席，其後任1922委員會副主席。